# Războiul civil din Sierra Leone
Războiul civil din Sierra Leone (1991–2002) a fost un război civil din Sierra Leone care a început pe 23 martie 1991 când Frontul Revoluționar Unit (RUF), cu susținere din partea forțelor speciale ale Frontului Național Patriotic din Liberia (NPFL) al lui Charles Taylor, a intervenit în Sierra Leone într-o încercare de a răsturna guvernul lui Joseph Momoh. Războiul civil a durat 11 ani, a cuprins țara și a lăsat peste 50,000 de morți.
În timpul primului an de război, RUF a preluat controlul unor zone largi din estul și sudul Sierrei Leone, care erau bogate în diamante aluviale. Reacția ineficientă a guvernului în fața RUF și întreruperea producției de diamante dirijată de guvern a precipitat o lovitură de stat militară în aprilie 1992 înfăptuită de Consiliu Național de Conducere Provizorie (NPRC). Spre sfârșitul lui 1993, Armata Sierrei Leone (SLA) a reușit să împindă rebelii RUF înapoi la hotarul liberian, dar RUF s-a refăcut și lupta a continuat. În martie 1995, Executive Outcomes (EO), companie militară privată cu baza în Africa de Sud, a fost angajată să combată RUF. Sierra Leone a instalat un guvern civil ales în martie 1996, iar RUF aflat în retragere a semnat acordul de pace de la Abidjan. Sub presiunea ONU, guvernul și-a terminat contractul cu EO înainte ca acordul să poată fi implemental și ostilitățile au reînceput.
În mai 1997, un grup de funcționari SLA nemulțumiți au aranjat o lovitură de stat și au înființat Consiliul Revoluționar al Forțelor Armate (AFRC) ca nou guvern al Sierrei Leone. RUF s-a alăturat AFRC pentru a captura Freetown with cu puțină rezistență. Noul guvern, condus de Johnny Paul Koroma, a declarat războiul încheiat.  Un val de jafuri, violuri și ucideri au urmat anunțului. Oglindind consternarea internațională în legătură cu răsturnarea guvernului civil, forțele ECOMOG au intervenit pentru a relua Freetownul în numele guvernului, dar au găsit regiunile îndepăratate de capitală mai dificil de pacificat.
În ianuarie 1999, liderii lumii au intervenit diplomatic pentru a promova negocieri între RUF și guvern. Acordul de Pace de la Lome, semnat pe 27 martie 1999, a fost rezultatul. Lome a dat lui Foday Sankoh, comandantul RUF, vice-președinția și controlul asupra minelor de diamant din Sierra Leone în schimbul încetării luptelor și a punerii în acțiune a forțelor de menținere a păcii ale ONU pentru a monitoriza procesul de dezarmare. Conformarea RUF la procesul de dezarmare a fost inconsistentă și leneșă, iar prin mai 2000, rebelii se îndreptau din nou spre Freetown.